# Бояр, Ивона
Ивона Бояр (пол. Iwona Bojar; 26 мая 1975) — польский гинеколог и акушер, профессор, доктор хабилитованный медицинских наук, директор Института сельской медицины имени Витольда Ходзька.

## Биография
В 2000 году окончила с отличием медицинский факультет Люблинской медицинской академии.
В 2001—2004 годах — обучалась в аспирантуре на кафедре управления и экономики здравоохранения Люблинской медицинской академии.
В 2000—2001 — последипломное стажировку в Окружном железнодорожном госпитале в Люблине, в 2002—2004 — стажировка в Краевой больнице им. Иоанна Богослова в Люблине.
В 2005—2009 — сотрудница кафедры и института управления и экономики здравоохранения Люблинской медицинской академии, в 2005—2007 — помощник (адъюнкт), в 2007—2009 — доцент на кафедре этого же вуза.
В 2004—2009 — ассистент, а с 2009 — старший помощник в акушерско-гинекологическом отделении Краевой больницы им. Иоанна Богослова в Люблине.
С июня 2009 — доцент кафедры Национальной обсерватории здоровья и безопасности работников сельского хозяйства Института сельской медицины в Люблине, от 1 сентября 2009 — руководитель специализированной клиники и профессиональных заболеваний Института сельской медицины в Люблине.
18-20 апреля 2013 года принимала участие в украинско-польском симпозиуме «Опыт, реалии и перспективы развития систем здравоохранения», организованном Львовским национальным медицинским университетом имени Даниила Галицкого (кафедра организации и управления здравоохранением, заведующий — профессор Олег Любінець) и Польским Обществом социальной медицины и общественного здоровья (президент — профессор Альфред Овоц).